# Синяя линия (Екатеринбург)
Синяя линия — пешеходный туристический маршрут в Екатеринбурге, который соединяет места, связанные с именем царской семьи. Его нанесли на тротуар к 100-летию со дня гибели Романовых. Линия проложена через 11 объектов, связанных с царской семьей. Пять из них — храмы и соборы. Часть достопримечательностей пересекается с красной линией, например, Театр оперы и балета и музей изобразительных искусств.

## История
В 2018 году к 100-летию со дня гибели Романовых на улицах уральской столицы нанесли синюю линию, соединяющую городские объекты, связанные с памятью Царской семьи.
Проект «Святая (синяя) линия Екатеринбурга» реализуется совместно с Екатеринбургской епархией и администрацией города. Он призван повысить туристскую привлекательность уральской столицы и служить просвещению горожан, сподвигнув их к изучению истории города, страны и переосмыслению роли последнего государя Николая II, обращению к духовно-нравственным ценностям Царской семьи. Синяя линия соединяет объекты города, связанные с Царской семьей и хранящие память о достижениях России в эпоху его правления и о подвиге последнего российского императора. Всего на маршруте Святой линии 11 сооружений. Его протяженность 6,3 километра, турист или паломник потратит полтора часа на его прохождении.

## Описание маршрута
1. Храм-на-Крови — это первая точка маршрута. Храм был построен в 2003 году, на месте дома Ипатьева, в котором содержались под арестом и были расстреляны в ночь на 17 июля 1918 года последний российский император Николай II и вся его семья.
2. Духовно-Просветительский центр «Царский» — был открыт 18 апреля 2010 года, назван в честь семьи императора Николая II. Центр «Царский» объединяет в себе Музей святой царской семьи, библиотеку «Державная» и Храм. В музее представлены документы и фотографии Государственного архива Российской Федерации, подлинные предметы, принадлежавшие Романовым.
3. Часовня в честь великомученицы Елисаветы Феодоровны — деревянная часовня в честь великомученицы Великой княгини Елизаветы Фёдоровны была освящена в 1992 году, более чем за десять лет до появления Храма-на-Крови. В часовне возносились молитвы о святых Царственных страстотерпцах и Алапаевских мучениках задолго до их канонизации.
4. Храм Вознесения Господня — один из старейших православных храмов Екатеринбурга. Был построен в 1818 году. Строительство велось 26 лет. В 1926 году храм был закрыт. Впоследствии в нём располагалась сначала школа, а затем историко-революционный музей. 15 февраля 1991 года, в праздник Сретения Господня в храме была отслужена первая после долгих лет литургия.
5. Екатеринбургский государственный академический театр оперы и балета — основанный в 1912 году. Здание построено по проекту инженера Владимира Семёнова. Одно из самых красивых зданий в Екатеринбурге.
6. Колизей — старейший кинотеатр в Екатеринбурге построенный в 1845 году, в нём размещался первый городской театр. В ноябре 1896 года прошел первый киносеанс.
7. Екатеринбургский музей изобразительных искусств — музей известен прежде всего уникальной коллекцией Каслинского художественного литья и всемирно известным Каслинским чугунным павильоном, был создан по указу императора Николая II для всемирной Парижской выставки 1900 года.
8. Часовня Александра Невского — действующий православный храм в Екатеринбурге, расположенный в Екатеринбургском дендропарке и построенный в 1890 году. Часовня была заложена в 1881 году в связи с убийством императора Александра II, а освящена — в 1890 году во имя святого благоверного князя Александра Невского, небесного покровителя убиенного Императора.
9. Уральский государственный горный университет — старейший вуз Екатеринбурга и Урала, основан в 1914 году как Горный институт. Это был последний институт, открытый при императоре Николае II.
10. Ново-Тихвинский монастырь — женский православный монастырь в Екатеринбурге, один из крупнейших в России был построен в 1809 году. Главный храм — собор Александра Невского — представляет собой памятник архитектуры позднего классицизма. В 1922 году монастырь был закрыт советской властью, в 1994 году возрожден.
11. Мультимедийный парк «Россия — Моя история» — мультимедийный исторический парк, открытый 3 сентября 2017 года в Екатеринбурге, в котором панорамно представлена вся история России с древнейших времен до наших дней. В музее существует зал «Романовы», посвященный этой династии.

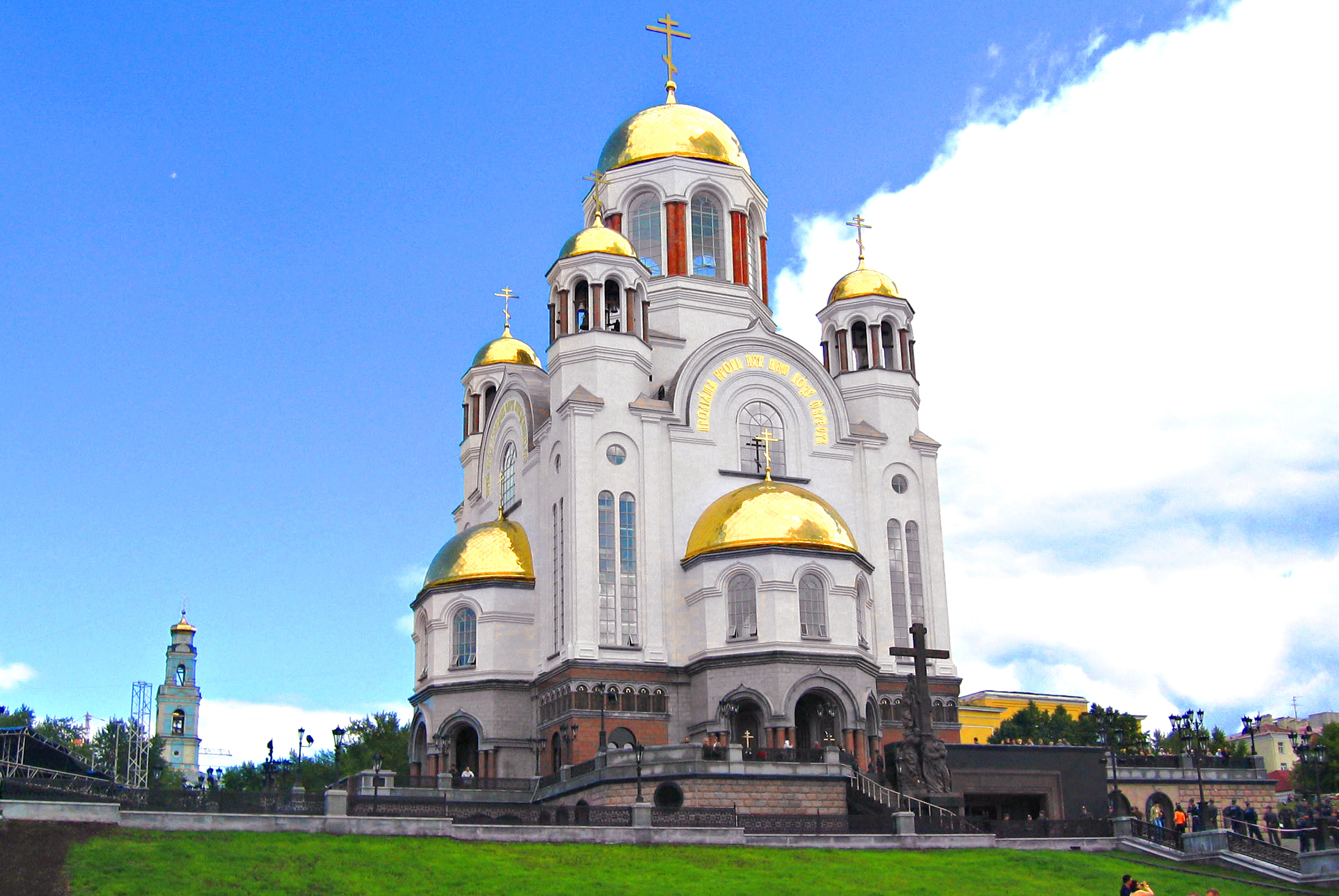
Храм-на-Крови
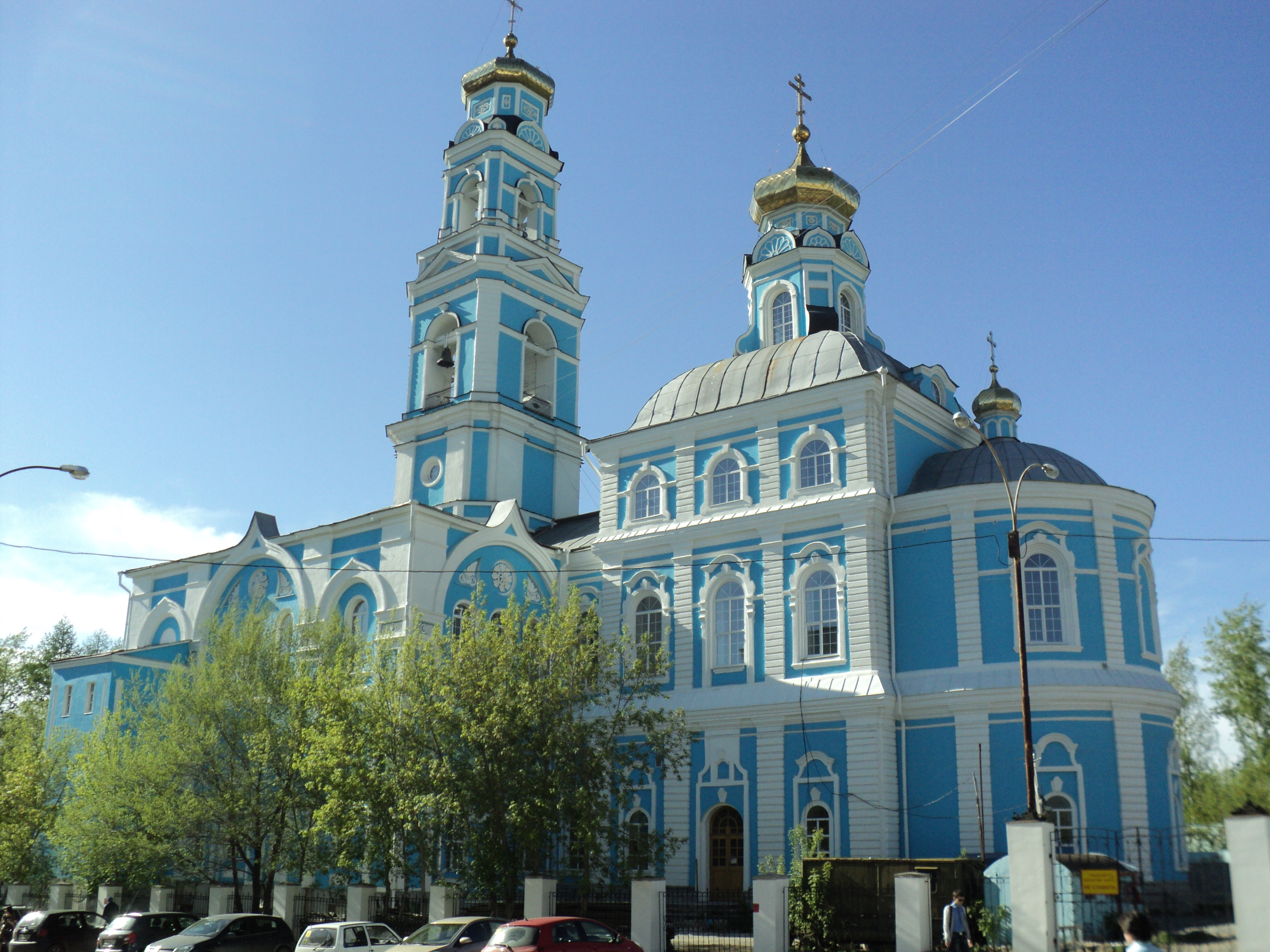
Храм Вознесения Господня
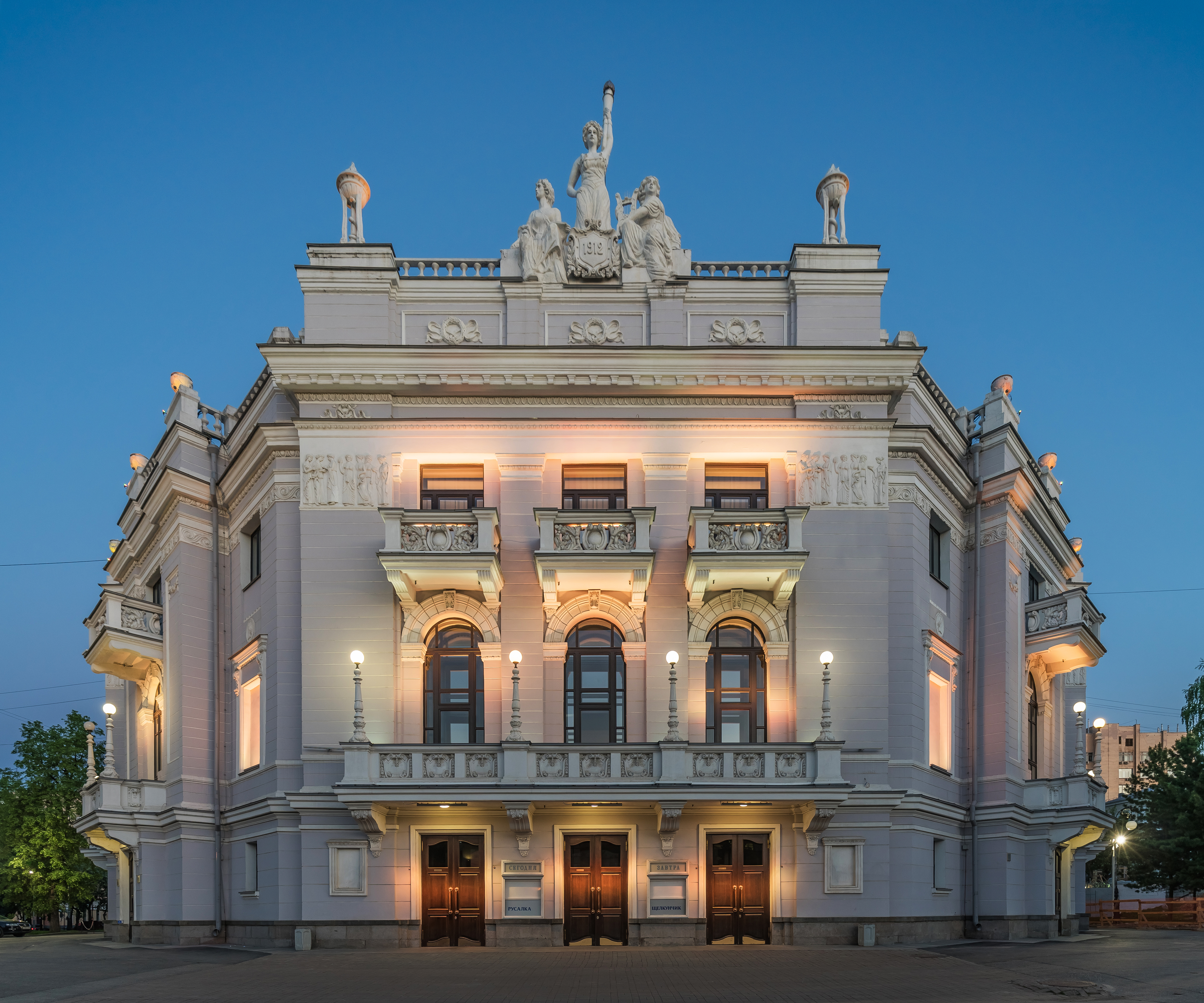
Екатеринбургский государственный академический театр оперы и балета
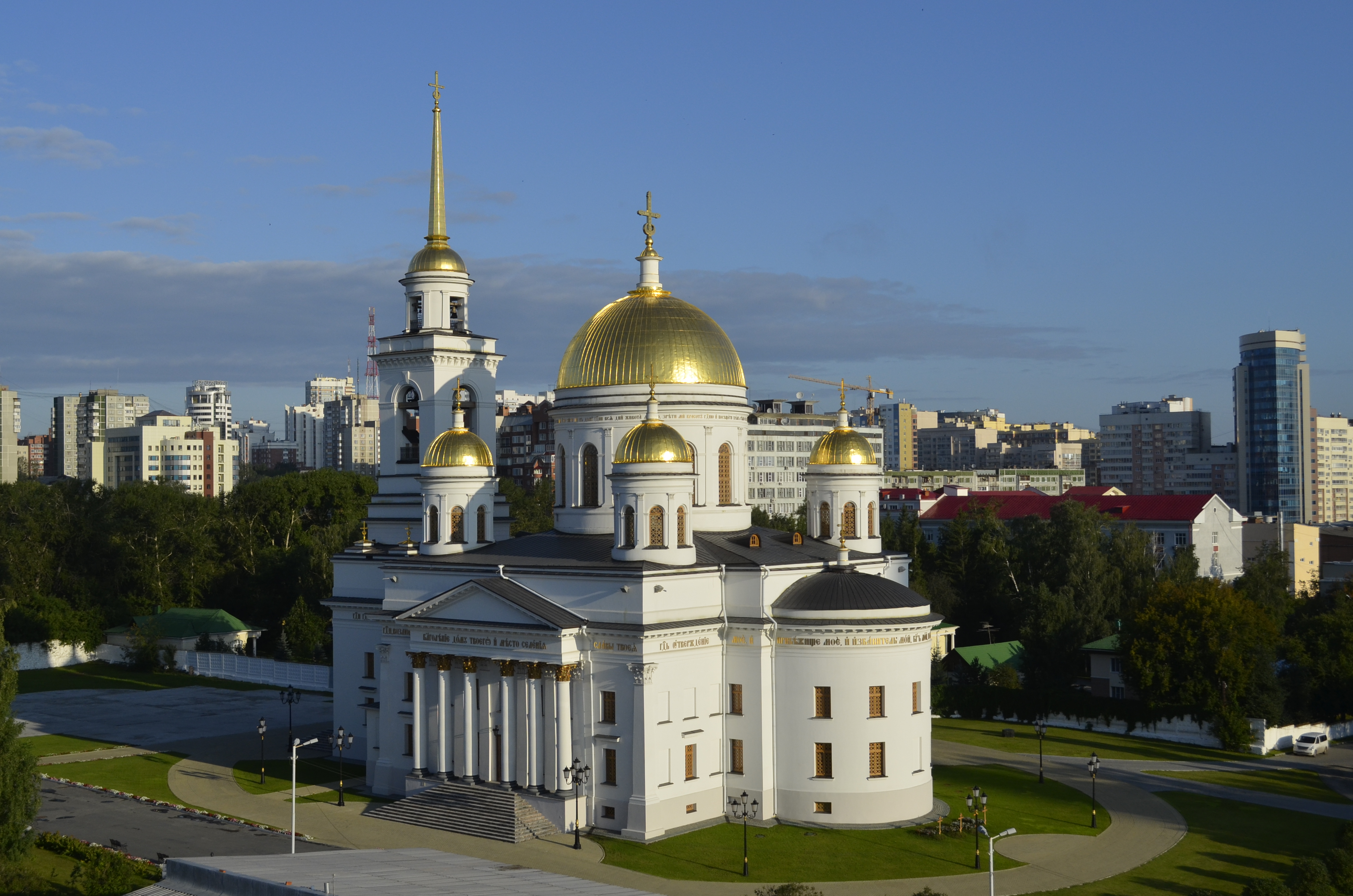
собор Александра Невского